# Shah Alam II

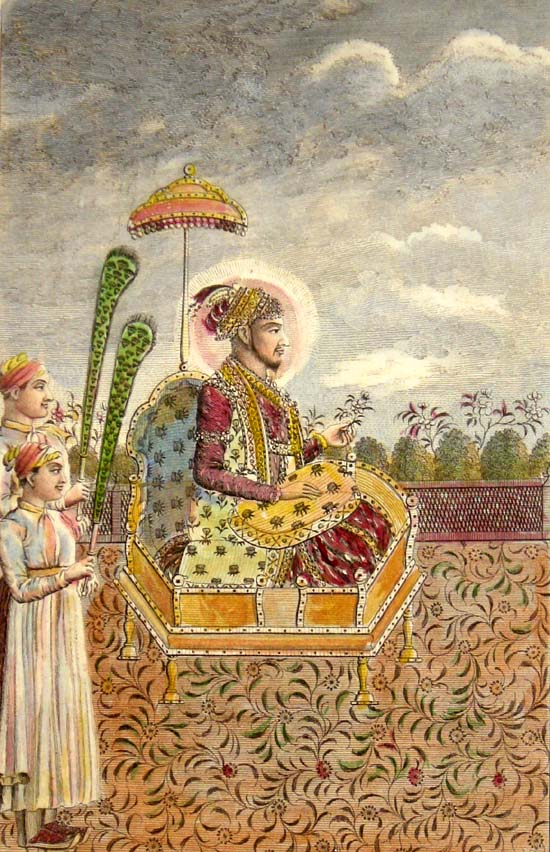
Shah Alam II, tekening rond 1790, inkleuring van later datum.

Jalaluddin Abul-Muzaffar Muhammad Ali Gauhar Shah Alam II (15 juni 1728 - Delhi, 10 november 1806) was padishah ("keizer") van het Mogolrijk tussen 1759 en zijn dood in 1806. Hij was de oudste zoon van keizer Alamgir II, die in 1759 vermoord werd. De Mogols waren een speelbal geworden tussen verschillende facties aan hun hof, die op hun beurt weer samenzwoeren met de Maratha's of Afghaanse Durrani's. Van het Mogolrijk was in de late 18e eeuw weinig overgebleven. Hoewel de nawabs van veel voormalige provincies de keizer nog steeds in naam als opperheer erkenden, was de feitelijke macht van het Mogolhof beperkt tot het gebied rond Delhi en Agra. Shah Alam II probeerde echter door zich om beurten met de Afghanen, de Maratha's en Britten te verbinden enige macht te heroveren. In 1788 werd hij door een Afghaanse krijgsheer blind gemaakt, en in 1803 moest hij "bescherming" door de Britten aanvaarden, die een resident aanstelden aan zijn hof.

## Jeugd en machtsovername
Shah Alam II werd in 1728 geboren als prins Ali Gauhar. Zijn vader werd in 1754 op de troon gezet door de vizier Ghaziuddin Imad ul-Mulk, nadat deze de vorige padishah (Ahmad Shah Bahadur) had laten vermoorden. Achter de schermen bleef Imad-ul-Mulk, die een bondgenoot was van de Maratha's, de werkelijke machthebber. Toen de Afghaanse veldheer Ahmed Shah Durrani in 1757 Delhi innam, kwam aan die situatie een einde. Durrani liet zijn bevelhebber Najib Khan, die de leiding had over 40.000 Rohillahuurlingen achter om de stad te besturen. De Mogolkeizer bleef een gevangene in zijn eigen paleis. Alamgir II zocht toenadering tot de Afghanen, maar toen dezen nog in hetzelfde jaar weer werden verdreven door de Maratha's werd hij door Imad-ul-Mulk vermoord. Prins Ali Gauhar werd aanvankelijk gevangengenomen, maar wist te ontsnappen. Hij vluchtte uit Delhi naar Faizabad, waar zich het hof bevond van de nawab van Avadh. Imad-ul-Mulk zette een andere prins op de troon, die de kroningsnaam Shah Jahan III aannam.
De nawab van Avadh, Shuja-ud-Daula, verwelkomde prins Ali Gauhar hartelijk en ondersteunde zijn claim op de troon van Delhi. Ali Gauhar riep zichzelf uit tot keizer Shah Alam II, en benoemde Shuja-ud-Daula tot zijn vizier. In het daaropvolgende jaar herstelde Shah Alam met een leger van 30.000 man het Mogolgezag over Bihar, Orissa en delen van Bengalen. Hij werd bijgestaan door de Rohilla's van Najib Khan en een groep van 200 Franse kanonniers onder leiding van Jean Law. Frankrijk was in het kader van de Zevenjarige Oorlog in oorlog met Engeland, en had de uitbreiding van de Britse macht in Bengalen na de Slag bij Plassey (1757) met lede ogen aangezien. Het Mogolleger kwam in deze strijd in direct conflict met de Britten en hun marionet, de nawab van Bengalen. De Britse bevelhebber John Caillaud wist de Mogols tot staan te brengen na een aantal schermutselingen in de buurt van Patna. In het daaropvolgende vredesverdrag erkende Shah Alam de Britse marionet Mir Qasim als nawab over Bengalen.
Ahmed Shah Durrani was ondertussen niet van plan het erbij te laten zitten. Hij zette een groot tegenoffensief in tegen de Maratha's en aan het einde van 1759 hadden zijn troepen Lahore en Delhi bereikt en de Maratha's daar verjaagd. Daarop deed Durrani pogingen Shuja-ud-Daula over te halen zijn bondgenoot te worden. De Maratha's stuurden een enorm leger onder leiding van generaal Sadashivrao Bhau noordwaarts om met de Afghanen af te rekenen. Shuja-ud-Daula was gedwongen partij te kiezen, en sloot zich uiteindelijk aan bij de Afghanen en Rohilla's, die op hun beurt Shah Alam als keizer erkenden. De marionet Shah Jahan III werd gedwongen afstand van zijn aanspraak op de troon te doen.
De keizer moest het echter nog steeds zonder zijn hoofdstad doen, want Delhi was in december 1759 opnieuw in handen van de Maratha's gevallen. Het gecombineerde leger van Ahmed Shah Durrani, Najib Khan en Shuja-ud-Daula wist de Maratha's echter een verpletterende nederlaag toe te brengen in de Derde Slag bij Panipat (januari 1761). Het resultaat was dat de Maratha's een tijd lang geen aanspraak meer op het noorden van India konden maken.

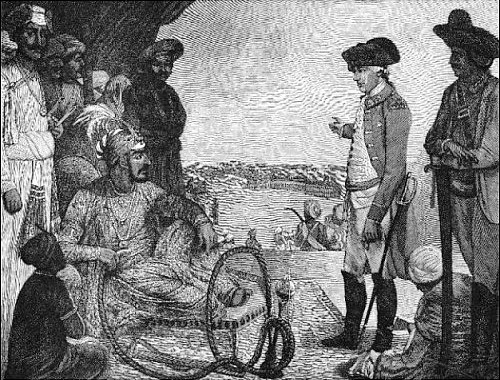
Shah Alam II inspecteert de Britse troepen in 1781. Engelse tekening uit 1894.

### Verdragen met de Britten en de Maratha's
In het oosten had Shuja-ud-Daula ondertussen een bondgenoot gevonden in de nieuwe nawab van Bengalen, Mir Qasim, die niet gelukkig was met het Britse gezag en probeerde van zijn koloniale overheersers af te komen. In 1764 kwam het tot een beslissende slag bij Buxar, waarin de Britten onder majoor Hector Munro de gezamenlijke troepen van Bengalen, Avadh en de Mogolkeizer wisten te verslaan. Shah Alam vluchtte, maar besloot zich later over te geven en onderhandelingen met de Britten te beginnen. Uiteindelijk leidde dit tot het Verdrag van Allahabad. De Mogol moest de Britten in Bengalen, Orissa, Bihar en delen van Avadh het "diwani"-recht geven, het recht op de keizerlijke belastingwinning. In totaal kwamen zo meer dan 20 miljoen Indiërs onder Brits bestuur te staan. Ook diende hij 5 miljoen rupees oorlogsbetaling aan de Britten over te maken. In ruil erkende de East India Company hem echter als opperheer over India. Ook werd hem een maandelijks pensioen van 450.000 rupees toegezegd. De nawab van Avadh ten slotte mocht zijn titel en hofhouding behouden, maar werd schatplichtig aan de Britten en moest de aanwezigheid van een Britse resident aan zijn hof tolereren.

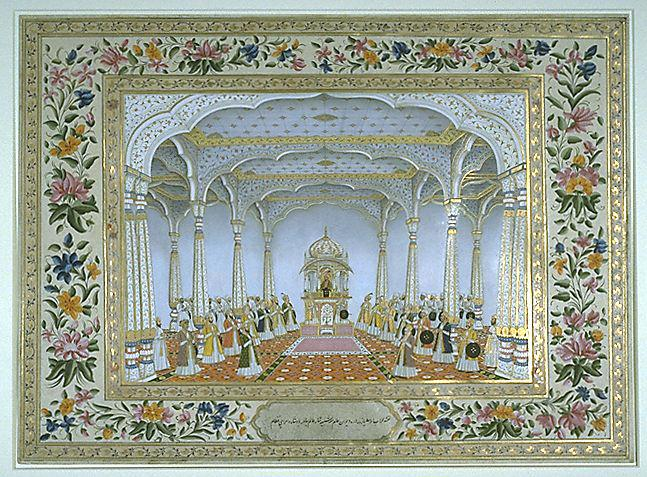
Het hof van Shah Alam II rond 1780. Miniatuur uit het Fine Arts Museum of San Francisco.

Aan het einde van de jaren 1760 zochten zowel Shuja-ud-Daula als Shah Alam toenadering tot de Maratha's, omdat ze teleurgesteld waren geraakt in hun Afghaanse bondgenoten. Ze kregen de hulp van de Perzische edelman Mirza Najaf Khan, een aangetrouwd familielid van de nawab, die door Shah Alam tot zijn opperbevelhebber was benoemd. Deze mirza bouwde een nieuw Mogolleger op, gebaseerd op een Europese organisatie en nieuwe wapens, dat in staat zou zijn de macht van de Mogols over het noorden van India te herstellen. In 1771 sloot de mirza een overeenkomst met de Maratha's: deze kregen 4 miljoen rupees in ruil voor hulp bij de verovering van Delhi op de Afghanen. Het plan slaagde. Een Marathaleger onder generaal Mahadji Scindia sloot zich bij Mirza Najaf Khans troepen aan en op 6 januari 1772 kon Shah Alam eindelijk zijn hoofdstad binnentrekken. De Maratha's trokken zich vanwege interne politieke ontwikkelingen in hun rijk in 1773 weer terug. Mirza Najaf Khan voerde ondertussen veldtochten tegen de opstandige sikhs in de Punjab en de Rohilla's, waarbij enig succes werd geboekt door overwinningen in 1777 en 1779. De Britten gaven de districten Allahabad en Kora terug aan de nawab van Avadh. Het gezag van Shah Alam groeide. Het leek erop dat zijn pogingen om het Mogolrijk te herstellen hun vruchten af begonnen te werpen.

### Verval tot Britse vazal
Uiteindelijk lukte dit echter niet. De sikhs bleven een bedreiging vormen in het westen. Na een nederlaag bij Muzaffargarh liet Shah Alam zijn bevelhebber, Najaf Khan, uit zijn rang zetten en opsluiten. Zijn opvolgers waren echter incompetent, en het leger verviel snel tot een deplorabele staat. Ook werd Shah Alam door de Afghanen gedwongen Ghulam Qadir, de kleinzoon van Najib Khan, tot zijn vizier te benoemen. Deze zette in 1788 de keizer af, zette hem gevangen en liet hem blind maken. De trouwste vazallen van de keizer kwamen hem echter te hulp. Onder andere de nieuwe nawab van Avadh (Asaf-ud-Daula), de heerseres van Sardhana, Begum Samru, en de Marathageneraal Mahadji Scindia stuurden troepen naar Delhi, waar ze de keizer bevrijdden. Ghulam Qadir werd gevangengenomen en terechtgesteld. Vanwege de deplorabele staat van het leger was de keizer nu echter in handen van Mahadji Scindia. Deze kreeg Agra en Mathura toegewezen en werd benoemd tot vizier. Om de hindoeïstische Maratha's tevreden te stellen werden bovendien wetten uitgevaardigd die het doden van koeien strafbaar stelden.

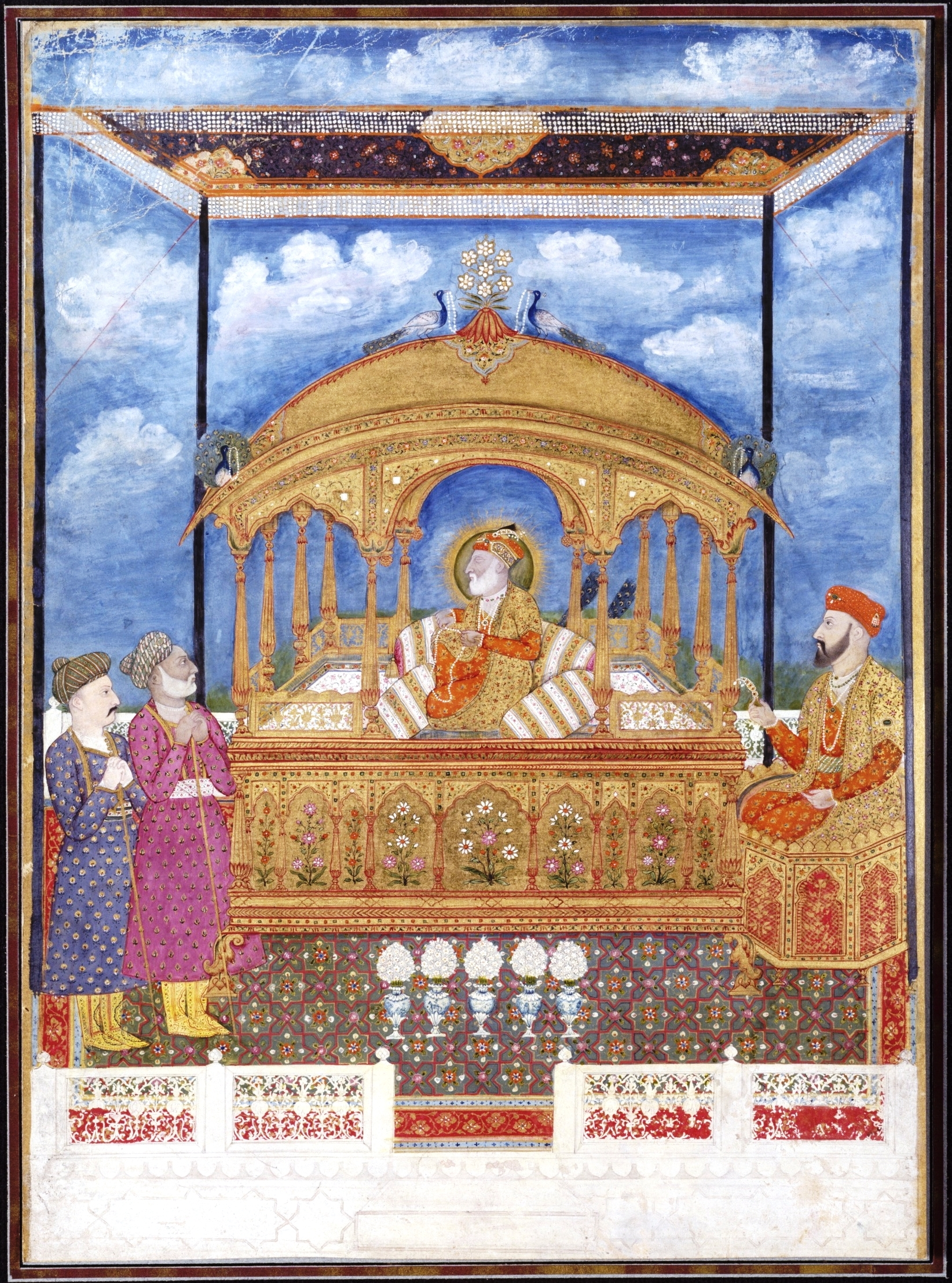
De blinde Shah Alam II op latere leeftijd. Miniatuur in de stijl van Delhi, rond 1800.

Het leger van de nu blinde Shah Alam was zo verzwakt dat hij opnieuw een speelbal van grotere machten werd. Hij bleef echter geïnteresseerd in de politieke ontwikkelingen, getuige zijn correspondentie met lokale machthebbers overal in India. Het ontbrak hem echter aan de militaire macht om de gebeurtenissen naar zijn hand te zetten.
De Britten kwamen in 1798 weer in oorlog met de Fransen. Ze waren bang dat de Fransen en hun Marathi bondgenoten de invloed van de Mogolkeizer konden gebruiken om de bevolking tegen de Britten op te zetten. Om dit te voorkomen rukten de Britten in 1803 op naar Delhi. In de daaropvolgende veldslag wisten ze een gecombineerd Frans-Marathaleger te verslaan. Dit betekende het definitieve einde van de macht van de Maratha's in het noorden van India.
Shah Alam, inmiddels een oude blinde man geworden, werd onder officiële "bescherming" gesteld. Hij moest ook een Britse resident accepteren aan zijn hof, die in alle staatszaken geraadpleegd moest worden. Hoewel zijn titel als leider van het huis van Timoer hem overal in India aanzien gaf, ging er een populaire woordspeling door de bazaars:
"Het koninkrijk van Shah Alam, loopt van Delhi tot Palam."
Palam is een voorstad van Delhi. Toen Shah Alam in 1806 stierf werd hij bijgezet in Mehrauli, naast de dargah (mausoleum) van de 13e-eeuwse soefiheilige Qutbuddin Bakhtiar Kaki, waar ook zijn voorvader Bahadur Shah begraven ligt en later zijn zoon en opvolger, Akbar Shah II werd begraven.

Babur · Humayun · Akbar · Jahangir · Shah Jahan · Aurangzeb 
Bahadur Shah I · Jahandar Shah · Farrukhsiyar · Rafi Ul-Darjat · Shah Jahan II · Muhammad Shah · Ahmad Shah Bahadur · Alamgir II · Shah Alam II · Akbar Shah II · Bahadur Shah II